# Colette Flesch
Colette Flesch (Diddeleng, 16 de abril de 1937) es una política luxemburguesa miembro del Partido Democrático, del cual fue presidenta del 1980 al 1989.
Flesch fue alcaldesa de la Ciudad de Luxemburgo (desde 1970 hasta 1980), ministra de justicia y asuntos exteriores (desde 1980 hasta 1984) y presidenta del Consejo Europeo (segunda mitad de 1980). 
- Datos: Q451544
- Multimedia: Colette Flesch / Q451544